# Associazione Calcio Comense 1928-1929
Questa pagina raccoglie i dati riguardanti l'Associazione Calcio Comense nelle competizioni ufficiali della stagione 1928-1929.

## Stagione
La Comense inaugura il nuovo stadio con un campionato eccezionale che appassiona la cittadinanza. Nulla può fare nella lotta per la promozione contro un Parma molto competitivo.

## Rosa
| N. |                   | Ruolo | Calciatore          |
| -- | ----------------- | ----- | ------------------- |
|    | Italia (bandiera) | A     | Giorgio Agostinelli |
|    | Italia (bandiera) | D     | Carlo Ballerini     |
|    | Italia (bandiera) | C     | Cesare Butti        |
|    | Italia (bandiera) | A     | Leonardo Cariboni   |
|    | Italia (bandiera) | C     | Vittorio Casati     |
|    | Italia (bandiera) | C     | Antonio Cetti       |
|    | Italia (bandiera) | A     | Renato Della Torre  |
|    | Italia (bandiera) | D     | Eligio Donadeo      |
|    | Italia (bandiera) | D     | Plinio Farina       |
|    | Italia (bandiera) | D     | Saulle Franzini     |

| N. |                   | Ruolo | Calciatore          |
| -- | ----------------- | ----- | ------------------- |
|    | Italia (bandiera) | A     | Giuseppe Galimberti |
|    | Italia (bandiera) | C     | Mario Giacomini     |
|    | Italia (bandiera) | A     | Tullio Linzi        |
|    | Italia (bandiera) | P     | Amedeo Lissi        |
|    | Italia (bandiera) | D     | Michele Moretti     |
|    | Italia (bandiera) | D     | Iride Motta         |
|    | Italia (bandiera) | A     | Renato Preziati     |
|    | Italia (bandiera) | A     | Franco Rezzonico    |
|    | Italia (bandiera) | A     | Marco Romano        |
|    | Italia (bandiera) | P     | Arnaldo Turconi     |